# Chiesa della Conversione di San Paolo (Zelbio)
La chiesa della Conversione di San Paolo è la parrocchiale di Zelbio, in provincia e diocesi di Como; fa parte del vicariato di Bellagio e Torno.

## Storia
Originariamente la cappella di Zelbio era filiale della pieve di Nesso.
La ricostruzione della chiesa della Conversione di San Paolo iniziò nel 1593; l'edificio venne ultimato nel 1617 e il 20 marzo del medesimo anno fu eretto a parrocchiale, affrancandosi così dalla matrice nessese.
Nel XVIII secolo la struttura fu interessata da una parziale riedificazione che ne mutò l'aspetto e la conformazione; in un elenco del 1788 si legge che il giuspatronato apparteneva alla comunità zelbiese, che il numero dei fedelie era pari a 408 e che la parrocchiale aveva alle sue dipendenze l'oratorio di San Primo.
Dalla relazione della visita pastorale del 1899 del vescovo Teodoro Valfrè di Bonzo si apprende che la rendita netta del beneficio ammontava a 704 lire e che la parrocchiale della Conversione di San Paolo, la quale aveva come filiale l'oratorio dei Santi Primo e Feliciano, era sede delle confraternite del Santissimo Sacramento e del Santissimo Rosario e delle compagnie di San Luigi e del Sacro Cuore di Gesù e che i fedeli, rispetto al secolo precedente, erano scesi a 360 anime.
Nel 1949 la chiesa fu decorata e abbellita da Carlo Morgari, che eseguì gli affreschi dell'interno.

## Descrizione

### Esterno
La facciata a salienti della chiesa, rivolta a oriente, è suddivisa da una cornice marcapiano in due registri, entrambi scanditi da lesene; quello inferiore presenta centralmente il portale d'ingresso mistilineo e ai lati due nicchie ospitanti le statue dei Santi Pietro e Paolo, mentre quello superiore, con coronamento curvilineo, è caratterizzato da una finestra.
Accanto alla parrocchiale si erge il campanile a base quadrata, la cui cella presenta su ogni lato una monofora a tutto sesto ed è coronata dalla guglia piramidale poggiante sul tamburo.

### Interno

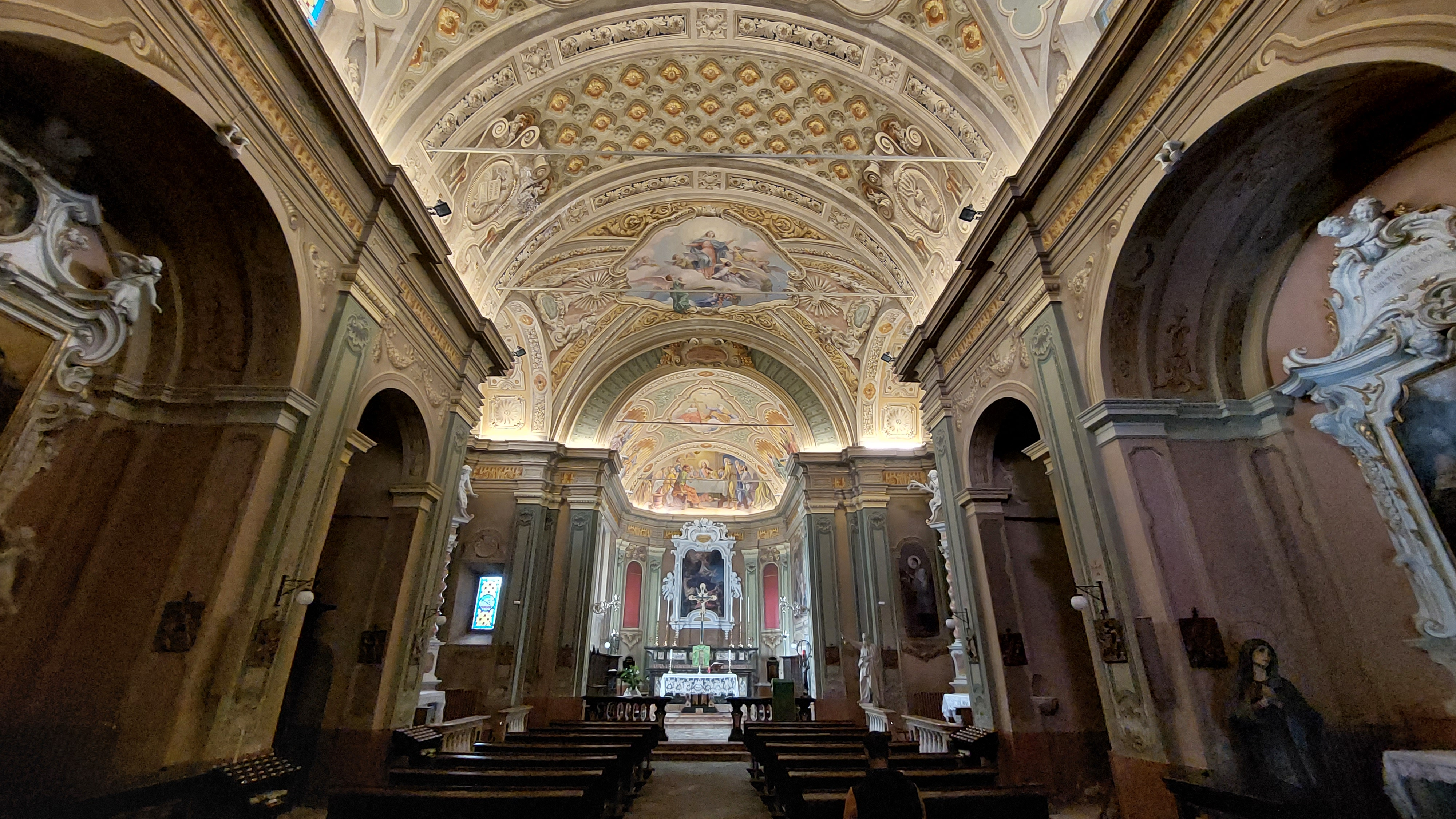
L'interno

L'interno dell'edificio si compone di un'unica navata, sulla quale si affacciano i bracci del transetto e le cappelle laterali, introdotti da archi a tutto sesto, e le cui pareti sono scandite da paraste sorreggenti la trabeazione modanata e aggettante sopra la quale si imposta la volta a botte; al termine dell'aula si sviluppa il presbiterio, rialzato di due gradini, delimitato da balaustre e chiuso dall'abside.
Qui sono conservate diverse opere di pregio, tra le quali la pala ritraente i Santi Giuseppe e Bernardo, risalente al XVIII secolo, la tela con soggetto la Conversione di san Paolo, eseguita da Carlo Innocenzo Carloni, il dipinto raffigurante San Stanislao che assiste alla presentazione della Vergine da parte di Gioacchino ed Anna a Dio Padre, databile al Seicento, e il quadro che rappresenta San Girolamo scrivente, forse caravaggesca.